# Atoconeura kenya
Atoconeura kenya – gatunek ważki z rodziny ważkowatych (Libellulidae).